# Neotessmannia uniflora
Neotessmannia uniflora là một loài thực vật có hoa trong họ Muntingiaceae. Loài này được Burret mô tả khoa học đầu tiên năm 1924.